# Levente, príncipe real húngaro
Levente, príncipe húngaro del siglo XI (1010- 1047). Hijo de Vazul y hermano de Andrés I de Hungría y de Béla I de Hungría. 

## Biografía
La fecha de su nacimiento es desconocida, pero se cree que era el hermano menor de los dos reyes húngaros Andrés I y Béla I, quienes nacieron hacia 1015.
Luego de una serie de conflictos sucesorios en 1031 tras la muerte del príncipe san Emerico de Hungría, hijo de san Esteban I de Hungría, había varios candidatos al parecer. Entre ellos el hijo de la hermana de san Esteban, Pedro Orseolo, y el primo del monarca, Vazul. Sin embargo, Vazul tenía fuertes lazos con la fe pagana y tras cometer atentados contra san Esteban, fue apresado y cegado, lo cual forzó a sus tres hijos a huir del Reino.
Béla huyó a Polonia y Levente se fugó con su hermano Andrés al Gran Principado de Kiev, donde permanecieron durante el reinado de Pedro Orseolo entre 1038 y 1041, el reinado de Samuel Aba entre 1041 y 1044 y parte del segundo período de Orseolo, hasta que en 1046 estalló en Hungría la revuelta de Vata, en la que los paganos causaron estragos y mataron a muchos cristianos.
El caudillo de dicha revuelta, Vata, llamó a los tres príncipes, que vivían aún en el extranjero, para que tomasen el poder. Vata confiaba en que ellos restituirían el paganismo y expulsarían a los cristianos de Hungría, pero luego de muerto Orseolo, Andrés fue coronado como Andrés I y condujo sus fuerzas contra los paganos de Vata.
Tanto Andrés como Béla permanecieron aferrados fuertemente al cristianismo. Sin embargo, Levente se alejó cada vez más de ellos y terminó viviendo entre paganos y apoyando su causa de manera enérgica. Existe poca información sobre este período, pero Andrés I no lograría vencer a los paganos húngaros hasta la muerte de su hermano en 1047, cuando el movimiento se apaciguó definitivamente. 
En 2006 fue producida una opera rock mística llamada Árpád Népe (La gente de Árpad) por el productor húngaro Tamás Antók, el escritor Tibor Fonyódi y el compositor musical Levente Szörényi. Esta tiene una duración de 150 minutos, y en ella se refleja el conflicto cristianismo-paganismo de Andrés I y el príncipe Levente, que acaba con la muerte del segundo.